# Дневники вампира (сезон 7)
Седьмой сезон американского телесериала «Дневники вампира», премьера которого состоялась на телеканале The CW 8 октября 2015 года, а финальный эпизод вышел 13 мая 2016 года. 11 января 2015 года шоу было продлено на седьмой сезон.

## Сюжет
Действие сериала происходит в Мистик Фоллс, штат Вирджиния, вымышленном маленьком городке, который преследуют сверхъестественные существа. Основное внимание в шоу уделяется братьям-вампирам Стефану (Пол Уэсли) и Дэймону Сальваторе (Иэн Сомерхолдер), которые переживают утрату их любимой Елены Гилберт (Нина Добрев).

## В ролях

### Основной состав
- Пол Уэсли — Стефан Сальваторе / Эмброуз
- Иэн Сомерхолдер — Дэймон Сальваторе
- Кэндис Кинг — Кэролайн Форбс
- Катерина Грэм — Бонни Беннет
- Зак Рериг — Мэтт Донован
- Мэттью Дэвис — Аларик Зальцман
- Майкл Маларки — Энзо Сент-Джон

| - Энни Вершинг — Лилиан «Лили» Сальваторе - Майкл Тревино — Тайлер Локвуд - Джозеф Морган — Клаус Майклсон - Элизабет Блэкмор — Валери Тул - Скарлетт Бирн — Нора Хильдегард - Тересса Лиане — Мэри-Луиз - Тодд Ласанс — Джулиан - Джейден Кейн — Бо - Лесли-Энн Хафф — Рэйна Круз - Мозам Маккар — Александрия «Алекс» Сент-Джон - Ана Ногейра — Пенни Арес - Лили Роуз Мамфорд — Джозетта «Джози» Зальцман - Тирни Мамфорд — Элизабет «Лиззи» Зальцман | - Джоди Лин О’Киф — Джозетта «Джо» Лафлин / Флоренс - Тим Кан — Оскар / неизвестный вампир - Нина Добрев — Елена Гилберт (голос) - Алекс Муриелло — Кристал - Аиша Дюран — Вирджиния Сент-Джон - Эван Гамбл — Генри Уоттлс - Райан Дорси — Марти Хаммонд / Стефан Сальваторе - Джастис Лик — Малкольм - Джон Чарльз Мейер — молодой Джузеппе Сальваторе - Гэвин Касалегно — молодой Дэймон Сальваторе - Люк Джуди — молодой Стефан Сальваторе - Вероника Гальвез — молодая Рэйна Круз |

## Эпизоды
| № общий | № в сезоне | Название                                                                                   | Режиссёр            | Автор сценария                                                     | Дата премьеры   | Зрители в США (млн) |
| --- | ---------- | ------------------------------------------------------------------------------------------ | ------------------- | ------------------------------------------------------------------ | --------------- | ------------------- |
| 134 | 1          | «День первый из где-то двадцати двух тысяч» «Day One of Twenty-Two Thousand, Give or Take» | Паскаль Верскурис   | Кэролайн Драйз                                                     | 8 октября 2015  | 1,38                |
| Елена находится в коме в семейном склепе Сальваторе, который запечатан магией от проникновения любых лиц. Кэролайн ведёт для неё дневник, а Стефан пытается справиться с отсутствием Елены в своей жизни. Тем временем Аларик, Дэймон и Бонни путешествуют по Европе, пытаясь справиться с потерями в своих жизнях. В Мистик-Фоллс Еретики убивают людей, а попытки Стефана, Кэролайн и Мэтта их убить не приносят плоды. Тогда они решают эвакуировать весь город и отдать Еретикам фамильный дом Сальваторе, чтобы обезопасить людей. В то же время Аларик в Амстердаме ищет способ связаться с мёртвой женой и воскресить её. В событиях будущего - через 3 года - Стефан напуган и находит мертвое тело Дэймона в гробу на каком-то складе. Он пробуждает брата кровью и говорит, что им надо бежать, потому что "она" догоняет их. В этот момент в них кто-то стреляет, но братья успевают спрятаться. |            |                                                                                            |                     |                                                                    |                 |                     |
| 135 | 2          | «Не отпускай меня» «Never Let Me Go»                                                       | Крис Грисмер        | Брайан Янг                                                         | 15 октября 2015 | 1,40                |
| После того, как Дэймон напару с Бонни убивает Еретика Малкольма, перемирию приходит конец. Энзо выбирает сторону Лили в этом противостоянии и похищает для Еретиков Кэролайн. Валери помогает Кэролайн, которую пытают Мэри-Луиза и Нора, и накладывает на ее тело защитное заклятие. Дэймон обнаруживает, что не может больше войти в дом Сальваторе. Поэтому для спасения Кэролайн братья просят Бонни уговорить Мэтта, на которого был записан дом Сальваторе, помочь им снять запрет с дома. Для этого Бонни с помощью магии должна остановить на несколько секунд сердце Мэтта. Когда время истекает, Бонни приступает к воскрешению Мэтта, но ее захватывают ужасные видения и она падает в обморок. В это время Дэймон идет в дом Сальваторе через парадный вход, чтобы отвлечь внимание на себя, пока Стефан пробирается туда через тоннели. Дверь открывает Энзо, который сообщает Дэймону, что Лили собирается похоронить Малькольма в семейном склепе Сальваторе рядом с гробом Елены и что, несмотря на то, что склеп магически запечатан, Еретики могут забирать в себя любую магию. В это время Лили с Еретиками находятся на кладбище возле склепа Сальваторе, где Лили говорит Еретикам выбросить гроб с Еленой в реку. Дэймон находит склеп пустым, а появившаяся Лили говорит, что гроб скрыт от глаз магией и предлагает Дэймону сделку - взамен на сохранность Елены он должен уехать навсегда. Очнувшись через долгих 6 минут, Бонни успевает воскресить Мэтта и беспокоится о его состоянии. В это время Стефан не успевает спасти Кэролайн из-за защитного заклятия на ее теле и вернувшегося заклятия на доме. Дэймон и Стефан придумывают план, по которому они разделятся, как того хочет Лили, но в это время Дэймон будет искать шестого Еретика, который после освобождения из потусторонней тюрьмы 1903 года еще приезжал в Мистик Фоллс - чтобы заключить с ним сделку. Аларик обманывает Бонни, говоря, что уничтожил воскрешающий Камень Феникса, а сам пробует его силу на трупе из морга. Энзо говорит Лили, что она его интересует не как мать, а как женщина. Нора дает Кэролайн старый дневник Стефана с информацией о Валери - чтобы Кэролайн сама поняла, какое Валери на самом деле чудовище. В промежутках показывается будущее Кэролайн через 3 года, в котором она работает на телевидении и готовится к свадьбе, но внезапно кто-то стреляет деревянными кольями в нее и ее ассистента.                                                  |            |                                                                                            |                     |                                                                    |                 |                     |
| 136 | 3          | «Эпоха невинности» «Age of Innocence»                                                      | Майкл А. Алловиц    | Мелинда Хсю Тейлор и Холли Брикс                                   | 22 октября 2015 | 1,20                |
| Валери видит дневник Стефана у Кэролайн и сама рассказывает ей их историю любви: она была подослана Лили, чтобы узнать, как Стефан справляется со смертью матери, но неожиданно они влюбляются друг в друга. Новый возлюбленный Лили - Джулиан - присматривает за Валери и узнает, что она забеременела, но не успела рассказать об этом Стефану, потому что бросила его. Джулиан избивает Валери, чтобы она потеряла ребенка, соврав Лили, что это было нападение. Лили лечит Валери своей кровью. А Валери, по незнанию, совершает самоубийство, но воскресает от крови Лили и становится первым из Еретиков. Тем временем Дэймон, Бонни и Аларик тайно пытаются найти шестого Еретика. Его зовут Оскар и он оказывается давним приятелем Дэймона. Оскару нравится свободная жизнь без Лили и Еретиков, и он охотно соглашается избавить Бонни от жутких видений, преследующих ее в последнее время. Войдя в ее сознание, он пугается от видений и обезвреживает друзей, говоря, что Камень Феникса где-то рядом. Аларику приходится раскрыть, что он не уничтожил камень. Испуганный Оскар отключает всех троих магией и сбегает с Камнем, но друзья ловят его, а Бонни отдает камень Аларику, видя его отчаяние. Дэймон, Бонни и Аларик забирают тело Оскара, чтобы обменять его на гроб с Еленой. Но Валери через заклинание поиска находит Оскара и приводит в чувства. Он говорит ей, что давно выполнил задание и нашел Джулиана. Тогда Валери убивает Оскара, чтобы Джулиан не смог найти Еретиков и Лили. Тем временем Лили решает отпустить удивленную Кэролайн на свободу - во имя Стефана. |            |                                                                                            |                     |                                                                    |                 |                     |
| 137 | 4          | «Твоё сердце со мной» «I Carry Your Heart With Me»                                         | Джеффри Хант        | Нил Рейнольдс                                                      | 29 октября 2015 | 1,24                |
| В событиях будущего - через 3 года - Аларик напуган внезапным появлением Дэймона на пороге своего дома. Он встречает его с ружьем, пряча за собой двух маленьких дочек-близняшек, говоря, что если Дэймон воскрес, значит кто-то умер. На что Дэймон просит разрешения войти. В настоящем Дэймон, ожидая приезда Лили, которая уже везет ему гроб с Еленой для обмена на Оскара, обнаруживает мертвое тело Оскара. Дэймон не является на встречу и вынужден просить Бонни и Аларика оживить Оскара с помощью камня, чтобы обмен состоялся. Тем временем в колледже Уитмора Стефан и Кэролайн вынуждены отвлекать Мэри-Луиз и Нору от убийства студентов, одновременно планируя, как заставить одну из них снять заклятие Валери с Кэролайн. Энзо пытается выяснить, что скрывает Валери. |            |                                                                                            |                     |                                                                    |                 |                     |
| 138 | 5          | «Переживи это» «Live Through This»                                                         | Келли Сайрус        | Ребекка Сонненшайн                                                 | 5 ноября 2015   | 1,34                |
| Дэймон решает начать все с чистого листа. Лили ждет прибытия особой личности из собственного прошлого, а Энзо наблюдает за этим со стороны, не желая пока вмешиваться в происходящее. Кэролайн советует Стефану поговорить с Валери и разобраться в их общем прошлом. Бонни приходится противостоять Аларику из-за камня Феникса. |            |                                                                                            |                     |                                                                    |                 |                     |
| 139 | 6          | «Подавать холодным» «Best Served Cold»                                                     | Даррен Женет        | Кэролайн Драйз                                                     | 12 ноября 2015  | 1,32                |
| Лили и Еретики устраивают вечеринку в поместье Сальваторе, на которую также идут Стефан и Дэймон. Энзо пытается заставить ревновать Лили с помощью Бонни. Тем временем состояние Джо ухудшается, а приехавшая к нему Валери в сопровождении Кэролайн объясняет Рику, что душа вампира не может находиться в теле человека. Это означает, что у Джо остаётся очень мало времени. В поместье Стефан и Дэймон ссорятся с Джулианом. После смерти Джо Валери случайно узнаёт, что дети Аларика живы — их переместили в Кэролайн. |            |                                                                                            |                     |                                                                    |                 |                     |
| 140 | 7          | «Милая мамочка» «Mommie Dearest»                                                           | Тони Соломонс       | Чад Файвэш и Джеймс Стотеро                                        | 19 ноября 2015  | 1,10                |
| Чтобы избавить Лили от влияния лжи и манипуляций Джулиана, Стефан и Дэймон заставляют мать вспомнить болезненные воспоминания из собственного детства, связанные с Джузеппе Сальваторе. Лили раскрывает сыновьям тайну, которую хранила вот уже больше 160-и лет. Борясь за Лили, Энзо сталкивается лицом к лицу с Джулианом и вызывает его на поединок, однако неожиданные поворот этого противостояния всё усложняет. Тем временем Мэтт обнаруживает, что многие жители Мистик Фоллс собраны в одном месте, находятся под гипнозом и к ним подсоединены капельницы. Мир Кэролайн переворачивается после новости о беременности; она пытается убедить себя, что Валери ошиблась, так как ни тесты, ни УЗИ не определяют беременность. Но Валери в итоге понимает, что клан просто скрыл детей специальным заклинанием. |            |                                                                                            |                     |                                                                    |                 |                     |
| 141 | 8          | «Обними меня, поцелуй меня и убей» «Hold Me, Thrill Me, Kiss Me, Kill me»                  | Лесли Либман        | Бретт Мэтьюз                                                       | 3 декабря 2015  | 1,31                |
| Лили, Дэймон и Стефан придумывают рискованный план, чтобы Джулиан лишился поддержки Еретиков. Валери рассказывает Еретикам о том, что с ней сделал Джулиан; все, за исключением, Мэри-Луиз переходят на ее сторону. Кэролайн сообщает Стефану о своей беременности. Энзо просит Лили бежать с ним, так как она может попасть в беду, но позже его похищают Мэтт и его друзья-охотники. Стефан и Дэймон наконец загоняют Джулиана в угол, но их прерывают Еретики. Джулиан заставляет Лили выбирать: она должна убить либо Дэймона, либо Валери. Не в силах выбрать, Лили закалывает себя, чтобы защитить своих детей и убить Джулиана (благодаря связи между их жизнями). Однако тут же выясняется, что Джулиан уже разорвал связь, и Лили умирает напрасно. |            |                                                                                            |                     |                                                                    |                 |                     |
| 142 | 9          | «Холодное, как лёд» «Cold as Ice»                                                          | Джеффри Уинг Шотц   | Брайан Янг                                                         | 10 декабря 2015 | 1,17                |
| В будущем через 3 года Стефан в отношениях с Валери. Он собирается помешать тому, кто захватил Кэролайн и Дэймона, и просит Валери не вмешиваться, опасаясь за ее жизнь. В настоящем Стефан, Дэймон, Нора и Валери хоронят Лили. Наступает Рождество; поиски Джулиана приводят Стефана и Дэймона в небольшой городок за пределами Мистик Фоллс. По адресу в другом городе, который Бонни получила с помощью поискового заклинания, Стефан и Дэймон находят бар, наполненный телами Санта Клаусов. Джулиан появляется с четырьмя друзьями, и Дэймон успевает спасти себя и брата отвлекающим маневром. Между тем Нора находит общий язык с Бонни, помогая с рождественской благотворительной акцией. Мари-Луиз приходит туда, чтобы поговорить с Норой, с которой они не общались со смерти Лили, и Нора разрывает их отношения. Аларик пытается удержать Кэролайн от нападения на людей, так как беременность сделала её более агрессивной как вампира. Валери и Стефан похищают Мэри-Луиз, чтобы заставить Джулиана открыто с ними сразиться. Джулиан сообщает об этом Норе, которая в это время находится с Бонни, и тогда она вырубает Бонни. Джулиан приезжает в дом Сальваторе и угрожает Дэймону расправой с помощью кинжала с камнем Феникса в рукоятке за похищение Мэри-Луиз и смерть Лили. Стефан успевает на драку, но при перемене сил, Дэймон, защищая брата, получает удар клинком от Джулиана и умирает, оказавшись на поле битвы Гражданской войны. Кто-то похищает тело Мэри-Луиз из-под носа охраняющей ее валери. Когда Кэролайн и Стефан горюют над телом Дэймона, появляется Нора и убивает Стефана клинком с камнем Феникса на глазах у Кэролайн. |            |                                                                                            |                     |                                                                    |                 |                     |
| 143 | 10         | «Ад — это другие» «Hell Is Other People»                                                   | Дебора Чоу          | Холли Брикс и Нил Рейнольдс                                        | 29 января 2016  | 1,24                |
| Очнувшись в 1863 году Дэймон не помнит прошедших 150-ти лет и уверен, что все происходит в реальности. Находясь в лазарете он получает письмо от Стефана и просится в отпуск повидать брата. Для этого он соглашается выполнить поручение командира - вернуть дезертиров, которые прячутся на ферме неподалеку. Дэймон с напарником попадают в фермерский дом, где ввязываются в перестрелку с дезертирами и семьей хозяйки фермы, и убивают всех. Дэймона преследует призрак Лили, который рассказывает ему, что все происходящее и она - это его наказание от камня Феникса. Дэймон все вспоминает, но внезапно его воскресает Бонни с помощью камня Феникса. Он говорит ей, что это был ужасный день из прошлого, а Бонни сообщает, что он был мертв 3 месяца, а также что Стефана тоже убили, но он пока мертв. Дэймон недоволен, что его воскресили первым, и приказывает Бонни срочно вернуть брата, но они обнаруживают, что тело Стефана кто-то выкрал. С помощью заклятия поиска Бонни находит местоположение Стефана, и Дэймон едет туда, где его уже ждет Джулиан, обливший тело Стефана бензином. Говоря, что Дэймон недостаточно страдал в своем аду, Джулиан поджигает Стефана, а Дэймон в панике пытается его потушить. Внезапное появление Лили дает понять Дэймону, что он все еще мертв. И у Дэймона начинается "День сурка". В реальности Бонни уже воскресила Стефана и он беспокоится, что они могут не вернуть Дэймона, потому что он не готов принять то, что его мучает в глубине души. В аду Дэймона он снова встречает Лили и, наконец, признается себе и ей во всем, но Лили умирает, а Дэймон воскресает. Думая, что это еще один круг, он убивает Стефана, вырубает Кэролайн и Мэтта и душит Бонни, чтобы вернуться к матери и успеть ее спасти. |            |                                                                                            |                     |                                                                    |                 |                     |
| 144 | 11         | «Чего мы лишились в огне» «Things We Lost in the Fire»                                     | Пол Уэсли           | Мелинда Хсю Тейлор                                                 | 5 февраля 2016  | 1,09                |
| Стефан пытается помочь брату вернуться в реальный мир после заточения в камне Феникса, однако ему самому трудно оправиться от произошедшего, ведь обоих преследуют галлюцинации. Поэтому это приводит к конфликтам с Джулианом и к тому, что Деймон сжигает Елену. Мэтт и Бонни пытаются разобраться с последствиями захвата Мистик Фоллс Джулианом и его людьми. Мэтт попадает в полицейский участок за вождение в нетрезвом виде и знакомится с очаровательным копом. В город возвращается Тайлер, что не совсем удачно, а Кэролайн узнает о планах Аларика. Нора получает предупреждение от заклятого врага вампиров. |            |                                                                                            |                     |                                                                    |                 |                     |
| 145 | 12         | «Открытки с обрыва» «Postcards from the Edge»                                              | Паскаль Верскурис   | Ребекка Сонненшайн                                                 | 12 февраля 2016 | 1,08                |
| После того, что Дэймон совершил из-за камня Феникса, его больше ничего не держит в этом мире, но он не властен над собой, теперь он под управлением безрассудного и чрезвычайно опасного вампира. Стефан пытается урезонить брата и узнает о том, что с ним случилось. Кэролайн обращается за помощью к Валери из-за своей сверхъестественной беременности, ведь близнецы вредят жизни Кэролайн. Бонни, Нора и Мэри-Луиз заняты поисками безжалостной охотницы на вампиров, но Энзо в итоге опережает их. Валери и Стефан убивают Джулиана. |            |                                                                                            |                     |                                                                    |                 |                     |
| 146 | 13         | «Женская работа» «'This Woman's Work'»                                                     | Гаррет Стоувер      | Чад Файвэш и Джеймс Стотеро                                        | 19 февраля 2016 | 1,01                |
| В Мистик Фоллс прибывает охотница за вампирами — Рейна Круз. Во флешбеках показана история появления охотницы и то, почему она охотилась на Джулиана. Жизнь Кэролайн висит на волоске из-за осложнений, связанных со сверхъестественной беременностью, и Стефан с Валери вынуждены прибегнуть к магии Еретиков и помощи Бонни. Энзо пользуется новой тайной Дэймона, чтобы заставить его сотрудничать. Но сам Энзо оказывается пешкой в игре своих новых "друзей", у которых есть приятный сюрприз для Деймона. Нора и Мэри-Луиз бегут из города, когда на их глазах умирает Бо. Защищая брата, Стефан становится новой целью охотницы. |            |                                                                                            |                     |                                                                    |                 |                     |
| 147 | 14         | «Лунная ночь на болоте» «Moonlight on the Bayou»                                           | Джеффри Хант        | Кэролайн Драйз и Бретт Мэтьюз                                      | 26 февраля 2016 | 1,12                |
| Стефан хочет увести охотницу за вампирами Рэйну Круз подальше от Мистик Фоллс и своих друзей. Валери выясняет, что в Новом Орлеане есть безопасное убежище для Стефана. В городе Стефана ждет встреча со старым другом и противником — Клаусом Майклсоном. Недружеская встреча и обмен новостями о последних событиях в Новом Орлеане и Мистик-Фоллс оборачивается для Стефана возможным решением проблемы с охотницей, а для Кэролайн - разговором со старым другом. У Энзо есть план защиты Стефана с помощью одной таинственной организации по сбору магических артефактов, и он предлагает Дэймону и Бонни его осуществить, но это ставит под угрозу жизнь сначала Дэймона, некоторое время запертого с Тайлером в полнолуние в одной комнате, а затем и Бонни. Аларик и Кэролайн перевозят малышек Элизабет и Джозетт в их новый дом. Энзо перестает быть пешкой и узнает новые подробности своей человеческой жизни. У Деймона появляется план защитить всех. |            |                                                                                            |                     |                                                                    |                 |                     |
| 148 | 15         | «Ради тебя я готов» «I Would for You»                                                      | Майк Карасик        | Брайан Янг                                                         | 4 марта 2016    | 1,04                |
| Стефан и Валери отправляются на поиски волшебной травы, способной скрыть его от Рейны, в то время как Кэролайн полностью погружается в детские заботы. Дэймон сообщает Бонни, что у него есть план как убить Рейну и просит Бонни больше не вмешиваться. Дэймон находит Рейну по наводке Мэтта, пока тот со своей новой подругой-копом Пенни отвлекает ее, и вырывает Рейне сердце. Поиски волшебной травы заканчиваются неудачно - ее кто-то выкрал перед визитом Стефана и Валери. Стефан понимает, что теперь должен скрываться и предлагает Кэролайн бежать с ним в Европу, ведь иначе неизвестно, когда они вновь смогут встретиться. Но Кэролайн уже слишком привязалась к детям Аларика. Тем временем Дэймону не удаются все попытки убить Рейну разными способами. Он не знает, что с ней делать и пытается договориться о сделке. В это время Бонни навещает Энзо в доме "Арсенала", где ей показывают гробы с мумиями 8-ми шаманов, чьи души (жизни) заключены в Рейне. Они замечают, что мумии начинают испаряться одна за одной, и Александра с помощниками срочно уезжает в Мистик Фоллс за Рейной. Оказывается, что с каждой смертью заканчиваются жизни Рейны - о чем Бонни тайно сообщает Дэймону. Но Энзо открывает еще один секрет: с последней смертью Рейны умрут и все те, кого она пометила кинжалом с камнем Феникса. Бонни успевает сообщить это Дэймону, и он возвращает Рейну к жизни. В этот момент ее захватывают и усыпляют люди из "Арсенала". Энзо, удивленный отверженности Бонни в спасении Деймона, сообщает ей о настоящих планах Дэймона. В это время Дэймон передает Стефану свои прощальные письма: для брата и друзей, потому что он собрался иссушить себя до воскрешения Елены - чтобы больше не навредить никому из близких и друзей. Бонни лично приходит выразить несогласие Дэймону: считая его близким другом, она глубоко разочарована его поступком и обижена его предательством. Тем временем Пенни с Мэттом пересматривают момент убийства Дэймоном Рейны, заснятый на камеру видеонаблюдения в баре, и Пенни ставит под сомнение логику Мэтта в его отношении к борьбе и дружбе с вампирами. Тогда Мэтт принимает решение: он просит братьев Сальваторе покинуть Мистик Фоллс навсегда. Спустя три года жизни всех друзей сильно изменились. У пробужденного Стефаном Дэймона появляется еще один план как спасти брата от не переставшей его преследовать Рейны - они с Рейной предлагают Стефану перенести его метку на Дэймона. |            |                                                                                            |                     |                                                                    |                 |                     |
| 149 | 16         | «Дни минувшего будущего» «Days of Future Past»                                             | Иэн Сомерхолдер     | Мелинда Хсю Тейлор                                                 | 1 апреля 2016   | 1,20                |
| Дэймон хочет помочь брату выпутаться из сложнейшей ситуации, в которой он оказался, и предлагает перенести шрам Стефана с помощью магии на себя. В один момент он сомневается в этом решении, потому что так он никогда не увидит Елену. Нора после трех лет пыток в Арсенале для спасения от смерти Мэри-Луиз, ищет Энзо, про которого все думают, что он выпустил Рейну из Арсенала. Но у Энзо свой интерес в помощи Норе - противоядие от яда для ведьм. Мэтт ради мести готов на все. Рейна почти завершила все то, что планировала сделать со Стефаном. Валери пытается воздействовать на Дэймона, который теперь сожалеет о своих сомнениях. Нора и Мэри-Луиз погибают, уничтожив очень важную вещь. |            |                                                                                            |                     |                                                                    |                 |                     |
| 150 | 17         | «Я ушёл в лес» «I Went to the Woods»                                                       | Джули Плек          | Сценарий: Джули Плек и Нил Рейнольдс Телепостановка: Нил Рейнольдс | 8 апреля 2016   | 1,17                |
| После уничтожения меча, все души, заключенные в нем, получают свободу. Очнувшись, Стефан понимает, что оказался на грани между жизнью и смертью, и теперь только инстинкты самосохранения смогут помочь ему спастись. У него совсем мало времени, а причин для смерти все больше. Дэймон не прекращает отчаянных попыток спасти брата, а Валери отправляется в Даллас к Аларику, надеясь заручиться его помощью в поисках Стефана. Она схватывает Рейну, чтоб облегчить поиски Стефана. Рейна понимает уровень нависшей угрозы и тоже ищет Стефана, вернее его тело, которое представляет большую опасность для людей. |            |                                                                                            |                     |                                                                    |                 |                     |
| 151 | 18         | «Так или иначе» «One Way or Another»                                                       | Рашаад Эрнесто Грин | Сценарий: Пенни Кокс Телепостановка: Ребекка Сонненшайн            | 15 апреля 2016  | 1,02                |
| Дэймон и Аларик отправляются в Мемфис, где они рассчитывают схватить сбежавшего вампира Эмброуза в теле Стефана. Аларика не слишком радует эта затея, и он рассказывает о тех трех годах, во время которых Дэймон отсутствовал в их жизни, в том числе о том, что Бонни и Энзо теперь вместе. Дэймон и Аларик заключают сделку с Эмброузом, но последний собирается избавиться от присутствия Дэймона другим путём. В итоге Валери спасает Стефана, но понимает, что он не любит ее. Она объясняется с ним, и они расстаются. Энзо похищает Рейну, чтобы спасти Бонни, но узнает что ее кровь не поможет. Бонни находится в психиатрической лечебнице, скрываясь от "Арсенала", и заводит знакомство с одной из пациенток - девушкой из "Арсенала", которое помогает ей узнать важную информацию о тайном хранилище, которое было запечатано ведьмой Бэннет. Дэймон пытается вернуть расположение Аларика, который не смог просить Дэймону его исчезновение на 3 года. Но Аларик говорит, что ничего не хочет возвращать, потому что доволен своей новой жизнью с чистого листа - без Дэймона в ней. Тем не менее, он сообщает Дэймону местонахождение Бонни. В это время Бонни радостно делится с Энзо новостями о хранилище, а Энзо просит ее больше не принимать экспериментальное лекарство, которое дал ей - потому что из-за него она умрет, как это случилось с Мэри-Луиз. На пороге палаты появляется Дэймон с цветами и не может подобрать слов извинения, а Бонни захлопывает перед ним дверь. |            |                                                                                            |                     |                                                                    |                 |                     |
| 152 | 19         | «Тот, кого я знала прежде» «Somebody That I Used to Know»                                  | Крис Грисмер        | Сценарий: Мэттью Д'Амброзио Телепостановка: Холли Брикс            | 22 апреля 2016  | 1,02                |
| Дэймон предлагает Энзо и Бонни свой план по её спасению: нужно заключить сделку с Рейной, чтобы она отдала свою последнюю жизнь Бонни в обмен на смерти нескольких вампиров, за которыми охотится Рейна. Рейна соглашается на тест длиною в 48 часов - но её охотничий список оказывается внушительным. В это время Стефан отправляется в Даллас, чтобы поговорить с Кэролайн, но вместо нее вынужден общаться с Алариком, который против возвращения обоих братьев Сальваторе в их новую жизнь с Кэролайн. Дэймон понимает, что втроем они не справятся со списком Рейны и просит Стефана о помощи. Ради спасения Бонни Аларик объединяется со Стефаном, пока команда из Дэймона, Энзо и Бонни действует параллельно. На маршруте троицу находит Алекс, кузина Энзо из "Арсенала", и просит Энзо привести к нему Бонни (которую успел увезти Дэймон) - только для снятия заклятия печати с хранилища, ведь там, оказывается, случайно была заперта другая их кузина. В обмен на это Алекс предлагает помощь в спасении Бонни. Тем временем у Бонни начинают проявляться трупные пятна. Во флешбеках показано развитие отношений Энзо и Бонни: 3 года назад он спасает Бонни от охотников из "Арсенала" и прячет в укромном домике в глубине леса. Энзо преследует свою цель - разобраться, для чего ее так отчаянно ищет "Арсенал". Для этого он предлагает ей полное содержание и дает таблетки (те самые экспериментальные) для погашения магии, чтобы скрыть её магический след от "Арсенала", пока она будет разбираться в древних записях и заклинаниях, чтобы найти эту причину. Энзо часто навещает Бонни, симпатизируя ей все больше и делая для нее приятные вещи. В итоге они сближаются и начинают отношения. В настоящем у Стефана и Аларика случается серьезная стычка. Но вечером Стефан все равно заявляется на пороге дома Аларика и Кэролайн. Они впервые видят друг друга, но Кэролайн уходит заниматься детьми. В это время Дэймон звонит Стефану с плохими новостями: Рейна согласилась на сделку, но ее новый список оказался бесконечен. |            |                                                                                            |                     |                                                                    |                 |                     |
| 153 | 20         | «Убей их всех» «'Kill 'Em All'»                                                            | Келли Сайрус        | Чад Файвэш и Джеймс Стотеро                                        | 29 апреля 2016  | 1,05                |
| Дэймон и Энзо начинают убивать вампиров по новому списку Рейны, чтобы выполнить свою часть сделки для спасения Бонни. Им помогают Стефан, вынужденный объединиться с Мэттом, и Кэролайн с Алариком. Стефан узнает причину ненависти Мэтта к себе - тот уверен, что Стефан убил его невесту Пенни. Подтверждением этого Мэтт считает видеозапись регистратора, где Стефан стирает Мэтту память в ночь происшествия. Стефан возвращает Мэтту воспоминания, и оказывается, что Пенни убила случайная пуля, выпущенная Мэттом. однако, Мэтт все равно обвиняет Стефана, что без его появления тогда ничего бы не случилось. Кэролайн в паре с Алариком пытается спасти Бонни и быстро понимает, что ей не хватало всего сверхъестественного. Понимая, что сами они не справятся так быстро, Дэймон заключает сделку с Алекс, чтобы люди "Арсенала" перебили оставшуюся львиную долю вампиров из списка Рейны. В обмен на это Бонни приходится открыть таинственную дверь в хранилище "Арсенала" и она убегает из здания, забрав с собой друзей. Алекс со своими дьми заходит в хранилище на голос сестры, который оказывается ловушкой, а на них нападает невидимое зло. Они пытаются спастись бегством, но Бонни запечатывает здание "Арсенала" заклятьем. Аларик и Кэролайн объясняются по поводу незакрытой ситуации со Стефаном,а также признаются, что им все эти годы не хватало всего сверхъестественного. Рейна выполняет свою часть сделки и отдает оставшиеся годы Бонни, которая уже на пороге смерти от таблеток против магии. Но вместе с жизнью она отдает и свое проклятие охотницы - то, о чем она умолчала, заключая сделку. |            |                                                                                            |                     |                                                                    |                 |                     |
| 154 | 21         | «Реквием по мечте» «Requiem for a Dream»                                                   | Пол Уэсли           | Бретт Мэтьюз и Нил Рейнольдс                                       | 6 мая 2016      | 0,90                |
| После смерти Рейны Бонни не приходит в себя. Дэймон рассказывает о "сюрпризе" от Рейны - передающемся проклятье. И тогда Энзо предполагает, что Бонни может не просыпаться специально - чтобы не убить никого из друзей. Тем временем Бонни в глубине сознания представляет себя как наяву - она якобы пробуждается в кругу друзей, и оставшись наедине с Энзо, она убивает его, чтобы сжечь в камине, и появившейся Кэролайн отрезает голову. В реальности друзья принимают решение войти в ее сознание, чтобы поговорить с ней. Попытка Кэролайн оборачивается угрозой в реальности - внутри сознания Бонни пытается убить ее, но только ранит, в результате чего у реальной Кэролайн остается метка охотницы. Это значит, что очнувшись, Бонни будет преследовать ее до смерти. Стефан обманом увозит Кэролайн, чтобы удариться с ней в бегство. Очнувшись, она сопротивляется, но Стефану удается ее переубедить, и они отправляются в дорогу - не попрощавшись с детьми и Алариком. Тем временем Дэймон решает обратиться к плохой стороне Бонни, чтобы разбудить ее. Провокацией ему удается разбудить Бонни, а с помощью Мэтта - нейтрализовать и увезти подальше. Но Бонни, очнувшись, нападает на Мэтта и разворачивает машину обратно. В это время Энзо возвращается от шамана, который помог Рейне передать жизнь Бонни, и рассказывает Дэймону новую информацию, которая может помочь спасти её: в "Арсенале" осталось тело последнего Бессмертного, с которым связано проклятье охотницы. Уничтожив его есть шанс, что проклятье тоже исчезнет. Одна проблема - дом "Арсенала" запечатан заклятием, а внутри него находится неведомое зло, освободившееся из хранилища. Тем временем в доме "Арсенала" мертвы почти все его служители. |            |                                                                                            |                     |                                                                    |                 |                     |
| 155 | 22         | «Боги и чудовища» «Gods and Monsters»                                                      | Майкл А. Алловиц    | Брайан Янг                                                         | 13 мая 2016     | 1,04                |
| Стефан, Дэймон, Кэролайн и Энзо разрабатывают план как открыть хранилище Арсенала и убить Бессмертника, а тем временем Бонни и Мэтт за ними охотятся. Бонни не может контролировать желание убивать вампиров, и Энзо отвлекает её внимание на себя, давая друзьям сосредоточиться на открытии хранилища. Близняшки Аларика вытягивают магию заклятия Бонни, которым она запечатала вход. Дэймон просит Стефана остаться снаружи с Кэролайн, чтобы они были в безопасности. Дэймон вовремя убивает Бессмертника, однако зло из хранилища забирает его. Энзо приходит за Дэймоном, однако также попадает под влияние таинственного чудовища, живущего там. Когда Стефану, Аларику, Кэролайн и Бонни удаётся открыть вход, оно оказывается пустым. |            |                                                                                            |                     |                                                                    |                 |                     |